# 托德·霍华德
托德·安德魯·霍华德（英語：Todd Andrew Howard，1971年4月25日—）是一位美国电子游戏设计师、总监和制作人。他目前在贝塞斯达游戏工作室担任总监和执行制作人，领导異塵餘生系列和上古卷轴系列的制作。
2009年，《GamePro》杂志将霍华德评为过去20年里「最具影响力的20大游戏人物」之一。他还被IGN评为「百大史上最佳游戏创作者」之一。

## 早年经历
托德·霍华德出生于宾夕法尼亚州的下麥昆奇鎮區。他在很小的时候就对电脑，特别是电子游戏产生了兴趣。巫术系列和《创世纪III：出埃及记》是他未来游戏的灵感来源。1989年，他从宾夕法尼亚州埃梅厄斯的埃梅厄斯高中毕业。1993年，他从弗吉尼亚州威廉斯堡的威廉與瑪麗學院毕业，取得工商管理学学士学位。他后来坦言，商科专业似乎是最容易完成大学学业的选择。
在大学第四年的假期中，霍华德得到了一份由贝塞斯达软件制作的游戏《韦恩·格雷茨基的冰球》（1988）。在马丁·路德·金纪念日当天，他拜访了贝塞斯达软件的办公地点，那里也是他每天往返学校的必经之地。他向贝塞斯达表达了求职意愿，却遭到拒绝，并被告知必须先完成学业。毕业后，他再次尝试，但当时贝塞斯达并没有空缺职位。霍华德转而加入弗吉尼亚州約克敦一家规模较小的游戏公司，这让他有机会参加消費電子展等行业展会，并借此机会不断向贝塞斯达争取工作机会。

## 职业生涯

### 贝塞斯达软件
霍华德于1994年加入贝塞斯达软件。他在贝塞斯达的第一个游戏开发工作是作为《终结者：未来冲击》和《天网》的制作人和设计师，接着是1996年发布的《上古卷轴II：匕首雨》的游戏设计。他是1998年发售的《上古卷軸冒險：紅色守衛》的项目负责人和设计师。霍华德是《上古卷轴III：晨风》的项目负责人和设计师，也是后续资料片的设计师。他领导了《上古卷轴IV：湮没》及其所有的追加下载内容（DLC）。在这之后，他是《辐射3》的游戏总监兼执行制作人。他说，贝塞斯达的上古卷轴系列游戏的哲学是允许人们「在另一个世界中过另一种生活」。
《辐射3》的工作完成后，他回到上古卷轴系列，领导系列第五部游戏《上古卷轴V：天际》的开发，游戏于2011年11月发售。霍华德也是《辐射4》的总监。他是贝塞斯达游戏工作室第一款手机游戏《辐射：避难所》的执行制作人，该游戏在2015年E3展会上宣布发布。

### 演讲者
霍华德经常在业内活动和杂志采访中发表演讲。他的游戏曾在《新闻周刊》、CNN、《今日美国》和《今日秀》中被着重介绍。
他在2009年的D.I.C.E.峰会上与开发者交谈，分享了他的三条游戏开发法则：
- 伟大的游戏是玩出来的，而不是制造出来的。「你可以拥有有史以来最伟大的设计文档，一旦玩这个游戏，你就会改变其中的90%。」
- 保持简单。「做一件真正好的事情需要时间，比你想象的要多。简单的系统共同作用，创造出玩家可以欣赏的复杂性。」
- 定义体验。「不要通过一系列要点来定义你的游戏……用你希望人们拥有的体验来定义它。」

在2012年的D.I.C.E.峰会上，霍华德再度登场，并发表了主旨演讲。他认为，开发商应该忽略统计数据和现有用户群（装机量），遵循他们制作游戏的激情去制作游戏，他表示「如果现有用户群（装机量）真的很重要，那么我们所有人都该去做桌游，因为我们有很多桌子」。

## 作品
| 年份 | 标题                   | 角色                   |
| ---- | ---------------------- | ---------------------- |
| 1995 | 终结者：未来冲击       | 制作、额外设计         |
| 1996 | 天网                   | 制作、设计             |
| 1996 | 上古卷轴II：匕首雨     | 额外设计               |
| 1998 | 上古卷軸冒險：紅色守衛 | 项目负责人、设计、编剧 |
| 2002 | 上古卷轴III：晨风      | 项目负责人、原始创意   |
| 2003 | 上古卷轴III：血月      | 执行制作人             |
| 2004 | 上古卷軸遊記：影鑰     | 执行制作人             |
| 2006 | 上古卷轴IV：湮没       | 执行制作人             |
| 2007 | 上古卷轴IV：战栗孤岛   | 执行制作人             |
| 2008 | 辐射3                  | 游戏总监               |
| 2011 | 上古卷轴V：天际        | 游戏总监               |
| 2015 | 辐射：避难所           | 执行制作人             |
| 2015 | 辐射4                  | 游戏总监               |
| 2018 | 辐射76                 | 執行製作人             |
| 2023 | 星空                   | 游戏总监               |
| 2024 | 夺宝奇兵：古老之圈     | 执行制作人             |

## 奖项和表彰
霍华德于2012年被美国互动艺术与科学学会评为「最佳游戏总监」。霍华德是为数不多的其作品获得连续五届年度最佳游戏奖的开发者之一：包括作品《上古卷轴III：晨风》、《上古卷轴IV：湮没》、《辐射3》、《上古卷轴V：天际》和《辐射4》。